# 陳相 (萬曆進士)
陳相（1541年—？），字以道，號金泉，福建福州府閩縣人，民籍，明朝政治人物。

## 生平
隆慶元年（1567年）丁卯科福建鄉試第十三名。萬曆二年（1574年）甲戌科會試第一百六十四名，登進士第三甲第一百九十名。官浙江慈谿縣知縣。

## 家族
曾祖父陳瓊；祖父陳亮，曾任稅課司大使；父陳江。嫡母林氏；生母王氏。慈侍下。